# Duh (zagrebački biskup)
Biskup Duh prvi je zagrebački biskup, kojega je na tu dužnost oko 1094. imenovao utemeljitelj biskupije, ugarski kralj Ladislav I. Po narodnosti je bio Čeh, dok neki tvrde da je bio Slovak. Nisu poznate godine i mjesto rođenja i smrti, no vjerojatno nije dugo bio zagrebačkim biskupom jer se za njegova nasljednika Bartolomeja kaže da je biskupovao još za života kralja Ladislava, koji je umro 1095. godine. Duh je za biskupa najvjerojatnije posvećen u ugarskom crkvenom središtu Ostrogonu jer je zagrebačka biskupija bila podređena ostrogonskoj metropoliji. Biskupa Duha zagrebački Česi redovito ističu kao prvog poznatog Čeha u Zagrebu i cijeloj Hrvatskoj i uobičajeno se kaže da s biskupom Duhom počinju neprekinute hrvatsko-češke veze.

## Osnutak Zagrebačke biskupije
Zagrebačka biskupija osnovana je nakon 1090., a uobičajenom godinom osnutka smatra se 1094., tako da je i 900. godišnjica biskupije proslavljena 1994. O samom osnutku ima vrlo malo povijesnih podataka, a nije sačuvana niti povelja o osnutku biskupije, već o tome događaju govori Felicijanova povelja iz 1134. U njoj doznajemo da se prvi zagrebački biskup zvao Duh i da je po narodnosti bio Čeh. Citat iz Povelje glasi: "Da, dakle, pouči neznanje toga puka, (kralj Ladislav) pronašao je prikladnoga Čeha, muža časna života koji se zvao Duh. Njega je po svojem kapelanu Fanciki postavio pastirom iste Crkve, a ovaj je izabrao za njezine djelatnike ljude iz Šomođske i Zaladske županije". Ta rečenica je ujedno sve što povijesni izvori govore o prvom zagrebačkom biskupu Duhu: utemeljitelj biskupije ugarski kralj Ladislav postavio je Čeha Duha, koji se odlikovao sposobnošću i časnim životom, za prvog pastira zagrebačke crkve, a u službu ga je uveo kraljev dvorski kapelan Fancika (spominje se i kao Francika). Iz daljnjeg teksta povelje saznajemo da je Ladislav novoj biskupiji darovao posjed Dubravu kraj Čazme, zajedno sa stanovništvom, zemljom i šumom. Duha je u posjed uveo drugi dvorski kapelan koji se zvao Kupan. Ladislav je novoj biskupiji darovao i ribnjake ispod katedrale (današnji park Ribnjak), te na Medvednici jednu šumu i svetošimunski posjed, što nam potvrđuju neke kasnije isprave.
Razlog zbog čega je za biskupa nove biskupije na hrvatskom području ugarski kralj postavio upravo Čeha najvjerojatnije je to što se on zbog sličnosti jezika mogao sporazumijevati s domaćim stanovništvom, među kojim je bilo teško naći osobu pogodnu za biskupa jer je duhovni život zbog nepovoljnih ratnih okolnosti po svemu sudeći bio zamro.

## Podrijetlo biskupa Duha
O podrijetlu biskupa Duha postoji više teza, no sigurno je da je bio češke narodnosti, jer se to izričito navodi u Felicijanovoj povelji, dok za tezu da je bio Slovak nema nikakvih potvrda u povijesnim izvorima. Smatra se i da je bio benediktinac, za što, međutim, također nema potvrda u povijesnim izvorima. Povjesničari još od 19. stoljeća istražuju je li Duh bio svećenik latinskog obreda ili glagoljaš i iz kojeg češkog samostana potječe. Ako je bio glagoljaš, u tom slučaju njegov matični samostan mogao bi biti onaj u Sazavi kraj Praga u kojem su do 1056. živjeli glagoljaši koji su zatim protjerani[Kojim povodom?] u Ugarsku. Ako Duh nije bio glagoljaš nego svećenik latinskog obreda, smatra se da je došao iz benediktinskog samostana u Břevnovu kraj Praga s kojim je kralj Ladislav održavao veze. 
Postoji teza da Duh nije stigao izravno iz Češke, nego iz sela Čehi u okolici Zagreba koje su osnovali češki doseljenici. U tom slučaju Duh bi bio glagoljaš jer postoji mišljenje da su selo osnovali Česi protjerani krajem 9. stoljeća nakon progona glagoljaša u Velikoj Moravskoj.
Budući da je liturgijski jezik Zagrebačke biskupije od početka bio latinski i da je biskupija osnovana kao dio ugarske crkve, vjerojatnije je da je i Duh bio svećenik latinskog obreda.

## Zasluge biskupa Duha
Iako nije dugo bio biskup, kao prvi pastir zagrebačke Crkve Duh je ostavio dubok i neizbrisiv trag ne samo u vjerskom nego i kulturnom životu Zagreba i sjeverozapadne Hrvatske. Zagreb dolaskom biskupa Duha postaje biskupsko sjedište što će imati presudnu ulogu u njegovom daljnjem razvoju tijekom stoljeća kada je prerastao u političko, kulturno, duhovno i gospodarsko središte cijele Hrvatske.
Usporedno s osnutkom biskupije nastaje i Stolni kaptol zagrebački, čiji su članovi vjerojatno bili svećenici iz Zaladske i Šomođske županije koje spominje Felicijanova povelja. Oni su naime bili dodijeljeni Duhu da mu pomažu u crkvenim obredima, crkvenoj upravi i svim drugim poslovima koji su čekali pastira nove biskupije, što su bile dužnosti članova kaptola. S tim svojim suradnicima Duh je po tadašnjim odredbama Svete Stolice živio kao u samostanu pa se i zagrebački kaptol u prvim stoljećima naziva Samostanom svetog Stjepana kralja. Život u toj zajednici bio je podređen kaptolskim statutima pa su Duh i njegovi kanonici morali zajedno moliti brevijar, zajednički jesti, spavati u zajedničkim spavaonicama i sve probleme zajedno rješavati. 
Vjerojatno je upravo biskup Duh započeo i izgradnju zagrebačke katedrale koja je završena i posvećena tek 1217. godine. Budući da je kao biskup trebao imati svoju stolnu crkvu, najvjerojatnije je bio prisiljen koristiti neku od postojećih crkava kao privremenu katedralu. Prema predaji, upravo je Duh u Zagreb donio najstarije sačuvane crkvene knjige koje se danas čuvaju u Metropolitanskoj knjižnici Zagrebačke nadbiskupije. To su Sacramentarium sanctae Margaretae, pisan između 1082. i 1092. za benediktinsku opatiju Sv. Margarete de Hahòt kod Samogyvara, obrednik i pontifikal Missale antiquissimum (ili Agenda pontificalis), pisan za đurskog biskupa Chartwirga-Arduina u 11. stoljeću te Benedictionale, pisan za Ostrogonsku nadbiskupiju. Sve do 1788. godine u liturgiji u Zagrebačkoj biskupiji koristio se tzv. zagrebački obred, nešto drugačiji od rimskog koji se danas upotrebljava u svim rimokatoličkim crkvama. Smatra se da su upravo spomenuta tri kodeksa bili temelj zagrebačkog obreda čiji začetnik bi tako također bio biskup Duh. 
Kralj Ladislav Duha je vjerojatno obdario nužnim crkvenim potrepštinama pa se smatra da se od Duhova vremena u Zagrebu nalaze bjelokosni plenarij (tzv. diptihon) te zvonolika misnica, prema tradiciji izrađena od krunidbenog plašta kralja Ladislava koji se danas čuvaju u riznici katedrale. Iako misnica doista potječe iz vremena Duha i Ladislava, ipak je vjerojatnije da je u Zagreb stigla kasnije, kad je Ladislav već bio proglašen svetim, kao njegova svetačka relikvija.
U Agendi pontificalis nalaze se i tekstovi crkvenih drama podrijetlom iz Francuske: Uskrsna igra i Igra Triju kraljeva (ili Tractus stellae) koja je zanimljiva i jer se u njoj nalaze i glazbene notacije pisane neumama, primjerice u replikama koje izgovaraju tri kralja.  Ako je Duh spomenutu knjigu donio u Zagreb, može mu se u zasluge upisati da je donio ne samo prve crkvene, nego i prve glazbene i dramske tekstove.
Za hrvatsku kulturu i pismenost najznačajnije djelo koje se pripisuje Duhu jesu glose u Radonovoj bibliji koje bi mogle biti najstariji spomenik hrvatskog jezika. Spomenuta biblija pisana je krajem 8. ili početkom 9. stoljeća za opatiju Saint Vaast u Arrasu u Francuskoj, nakon čega su ju benediktinci u 11. stoljeću donijeli u Ugarsku, zatim je došla u Zagreb, a od 1576. nalazi se u Beču. Biblija je za slavistiku zanimljiva stoga što su u njoj zabilježene glose, tj. zabilješke, pisane latinicom na hrvatskom jeziku iznad latinskih riječi, između redaka i sa strane. Budući da u glosama ima dosta bohemizama, očito ih je pisao neki Čeh, a postoji teorija da je autor glosa sam biskup Duh kojem su te zabilješke trebale pomoći u pripremama za propovijedi koje je svojim vjernicima Hrvatima držao na hrvatskom jeziku.
Budući da se najstariji spomenik hrvatskog jezika, Baščanska ploča, uobičajeno datira s godinom 1100., ako je autor glosa upravo Duh, one bi bile starije od Baščanske ploče za nekoliko godina i bile bi najstariji spomenik hrvatskog jezika uopće. Duh bi u tom slučaju bio čovjek koji je svojom rukom napisao prve poznate hrvatske riječi.

## Spomen
Duha kao prvog zagrebačkog biskupa spominju svi kroničari i povjesničari Zagrebačke biskupije, a njegov lik nalazio se i na dvije slike oltara svetog Ladislava s kraja 17. stoljeća koji se nekada nalazio u zagrebačkoj katedrali, a danas je u Muzeju grada Zagreba. I na današnjem oltaru svetog Ladislava Duh je prikazan na dvije slike.

### Stube biskupa Duha
Unatoč svojoj važnosti, Duh sve do 2005. u Zagrebu nije imao javnu površinu sa svojim imenom. Tek u prosincu te godine Gradska skupština je odlučila da stube koje povezuju Tkalčićevu ulicu i park pokraj Opatovine dobiju ime Stube biskupa Duha. Prijedlog za imenovanje podnijelo je Hrvatsko-češko društvo. Imenovanje stuba svečano je proslavljeno u listopadu 2006., kada je zagrebački pomoćni biskup Josip Mrzljak kao izaslanik 75. Duhovog nasljednika kardinala Josipa Bozanića otkrio ploču s imenom stuba. Tim povodom Hrvatsko-češko društvo i Vijeće češke nacionalne manjine Grada Zagreba izdali su knjigu Biskup Duh Marijana Lipovca.
U Dubravi je 2014. godine, povodom 920. obljetnice osnutka Zagrebačke nadbiskupije, podignut spomenik biskupu Duhu.

## Vanjske poveznice
Mrežna mjesta
- Duh (1094.), životopis na stranicana Zagrebačke nadbiskupije

| Titule u Katoličkoj Crkvi | Titule u Katoličkoj Crkvi | Titule u Katoličkoj Crkvi |
| ------------------------- | ------------------------- | ------------------------- |
| Nova biskupija            | zagrebački biskup 1094.   | nasljednik Bartolomej     |